# Élevage extensif
 (juin 2023).
Si vous disposez d'ouvrages ou d'articles de référence ou si vous connaissez des sites web de qualité traitant du thème abordé ici, merci de compléter l'article en donnant les références utiles à sa vérifiabilité et en les liant à la section « Notes et références ».
L'élevage extensif ou pâturage extensif (ranching en anglais) est une méthode d'élevage de bovins, ovins, rennes, etc. caractérisée par une faible densité de chargement, d'effectifs animaux dans les pâturages à l'hectare. 

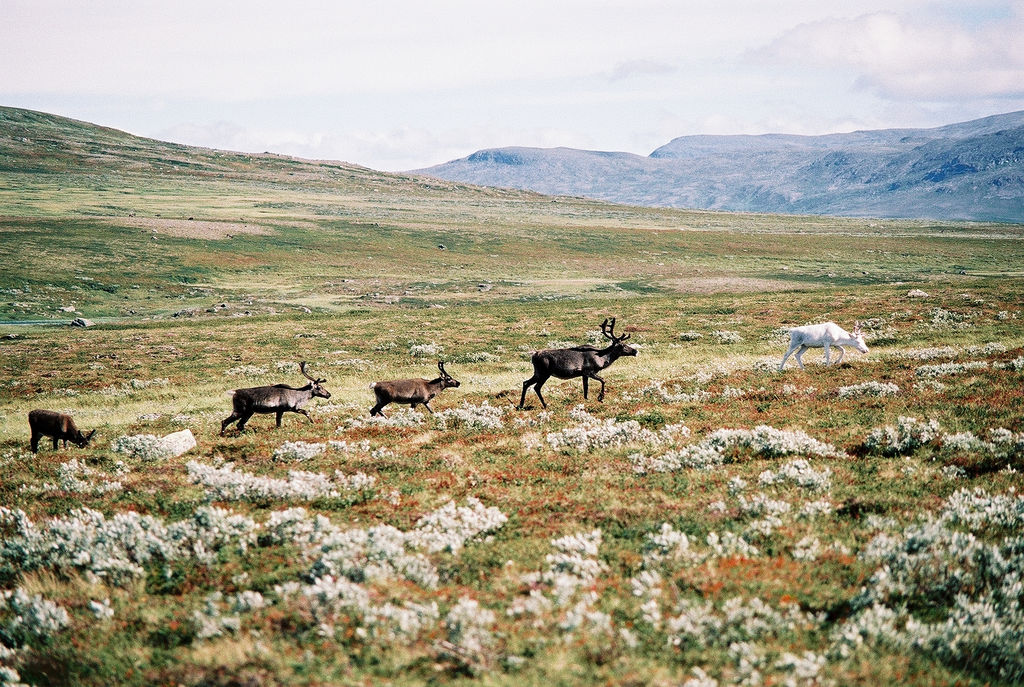
Rennes en Suède.

Hormis le sel mais aussi le fourrage en cas de sécheresse, aucun apport supplémentaire de nourriture n'est requis, ce qui oppose ce mode d'élevage à l'élevage intensif.
Il permet l'entretien des milieux ouverts, tout en participant à la dissémination des propagules (graines, spores, larves, etc.) par les animaux. C'est à ce titre un des modes de gestion restauratoire utilisée pour l'entretien et la restauration de milieux naturels ou semi-naturels. 

## Pratiques
Les animaux sont choisis parmi les races dites rustiques, c'est-à-dire adaptées au milieu dans lequel elles vivent.

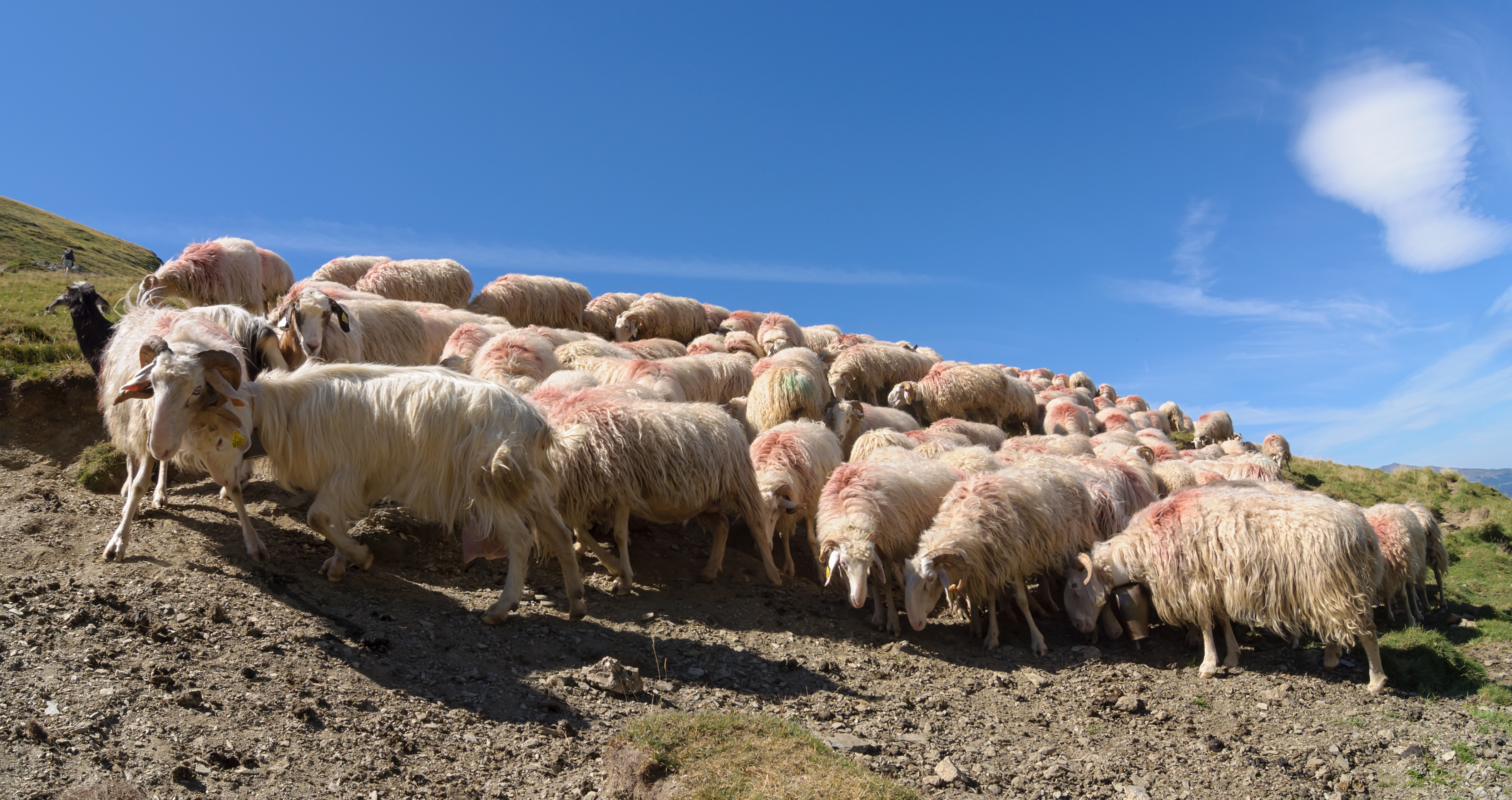
Troupeau de brebis basco-béarnaises dans les Pyrénées-Atlantiques.

En Amérique, Australie, Nouvelle-Zélande, et en France, l'élevage extensif est un élevage constitué principalement de bovins et d'ovins.
Il est très présent à l'ouest des États-Unis d'Amérique, notamment dans les Montagnes Rocheuses (parfois boisées). 
En Amérique du Sud et en Afrique du Sud, un pâturage extensif s'est développé au détriment de la forêt (dont en Amazonie) et parfois de zones humides.
En Asie, il concerne surtout les zones sub-désertiques et de montagne ou moyenne montagne.
En Europe, il est de nos jours de plus en plus limité aux zones de montagne ou moyenne montagne, ou utilisé comme moyen de gestion (des zones humides, prairies naturelles, landes, coteaux calcaires…). Il est parfois une alternative au désherbage chimique (sur des bords de canaux par exemple). Aux Pays-Bas, des moutons sont extensivement utilisés pour l'entretien des digues de polders. Ils empêchent les arbres de pousser et sont assez légers pour ne pas abimer les sols sableux et les berges.
En France, on le rencontre donc notamment dans le Massif central, les Pyrénées, les Alpes. Parmi les exceptions confirmant la situation contemporaine de ce pays, la région naturelle du delta du Rhône (Camargue) où bovins et chevaux sont élevés au sein de vastes parcs enclos durant toute l'année (pas de pâtre). Le système emblématique disparu de cette régression de l'élevage extensif est peut-être celui des Landes de Gascogne (voir Système agro-pastoral dans les Landes de Gascogne), où il fut remplacé par la monoculture intensive de pin qui entraîna la majeure partie de la forêt des Landes.
Également retrouvé sur les côtes bretonnes (dans la mer), pour la restauration des populations de Pectenidés.

## Difficultés
- En zone où de grands prédateurs sont encore présents (tigres, lions, ours, loups…), une surveillance des troupeaux est nécessaire.
- Les animaux sont parfois soumis à des parasitoses inhabituelles dans les élevages intensifs, ce qui justifie un suivi vétérinaire particulier.
- Le suivi des animaux (prophylaxies) que l'on peut qualifier de semi-domestiques est parfois rendu délicat par l'étendue des pâturages et leur caractère plus « entier ».